# C'è un mostrino nel taschino!
(Protagonista)
C'è un mostrino nel taschino! è un libro per bambini scritto dal Dr. Seuss e tradotto da Anna Sarfatti, pubblicato nel 1974.

## Trama
Un ragazzino, racconta di tutti i mostri che vivono nella sua casa: Pestino, Bassetto, Tarmiglio, Penda, Sprologio, Baffale, Cavello, Bruce, Regame, Sottiglia, Zavola, Dedia, Uvano, Sortelli, Razzolino, Zappeto, Famino, Gasa, Sciale, Mantina, Tantina, Quantina, Pantina, Nantina, Bantina, Zantina, Boffito, Ploccia ed infine il Puscino.